# 岡田壽夫
岡田壽夫（？—？）為日本明治時期政府官員。岡田壽夫於1899年受台灣總督府委任，接替與倉東海，於臺灣台北地區兼職擔任台北辦務署長一職。該官職約等於今台北市市長。
| 前任： 與倉東海 | 台北辦務署長 1899年上任 | 繼任： 續彥三 |